# Лоренс, Ноэль
Сэр Ноэль Лоренс (англ. Noel Frank Laurence; 1882—1970) — английский военный деятель, адмирал; командир подводных лодок во время Первой мировой войны.

## Биография
Родился 27 декабря 1882 года в Мейдстоне в семье судебного чиновника Фредерика Лоренса.
В 1899 году стал служить в Королевском флоте. К 1904 году он имел звание лейтенанта и служил на подводных лодках.
Участник Первой мировой войны. С 1914 года командовал подводной лодкой Е1 в Балтийском море в операциях против германского флота моря. В 1915 году оборонял с русским флотом Рижский залив, где добился двух побед. 17 (30) июля Е1 потопила переделанный из транспорта в прорыватель минных заграждений «Aachen», а 6 (19) августа повредила торпедой германский линейный крейсер «Moltke» (на котором разрушено и затоплено несколько отсеков, погибли 8 человек команды, корабль сохранил ход, но уведён в базу на ремонт), за что был награждён российскими орденами. 
Следующей субмариной, которой командовал Лоренс, была подводная лодка J1, которая торпедировала два немецких линкора в сражении около Ютландии. В 1917 году был удостоен британского ордена За выдающиеся заслуги и французского Почётного легиона. В конце войны стал командиром HMS Bonaventure — плавбазой подводных лодок.
В 1930 году Лоренс стал командиром в военно-морских казармах на базе в Девонпорте, В 1932 году получил звание контр-адмирала и 1936 году — вице-адмирала. Адмиралом стал в 1938 году, и в этом же году перешел на службу в Министерство авиационной промышленности в качестве военно-морского представителя. В отставку вышел в 1943 году.
Умер 26 января 1970 года в больнице Святого Петра в Чертси, графство Суррей.
С 1917 года Лоренс был женат на Esmé Coghlan White, у них было два сына и дочь.

## Награды
- Был награждён многими наградами, среди которых российские орден Святого Георгия 4-й степени (1915) и орден Святого Владимира 4-й степени с мечами.